# Раппін
Раппін (нім. Rappin) — громада в Німеччині, розташована в землі Мекленбург-Передня Померанія. Входить до складу району Передня Померанія-Рюген. Складова частина об'єднання громад Берген-ауф-Рюген.
Площа — 29,07 км2. Населення становить 312 ос. (станом на 31 грудня 2020).

## Галерея

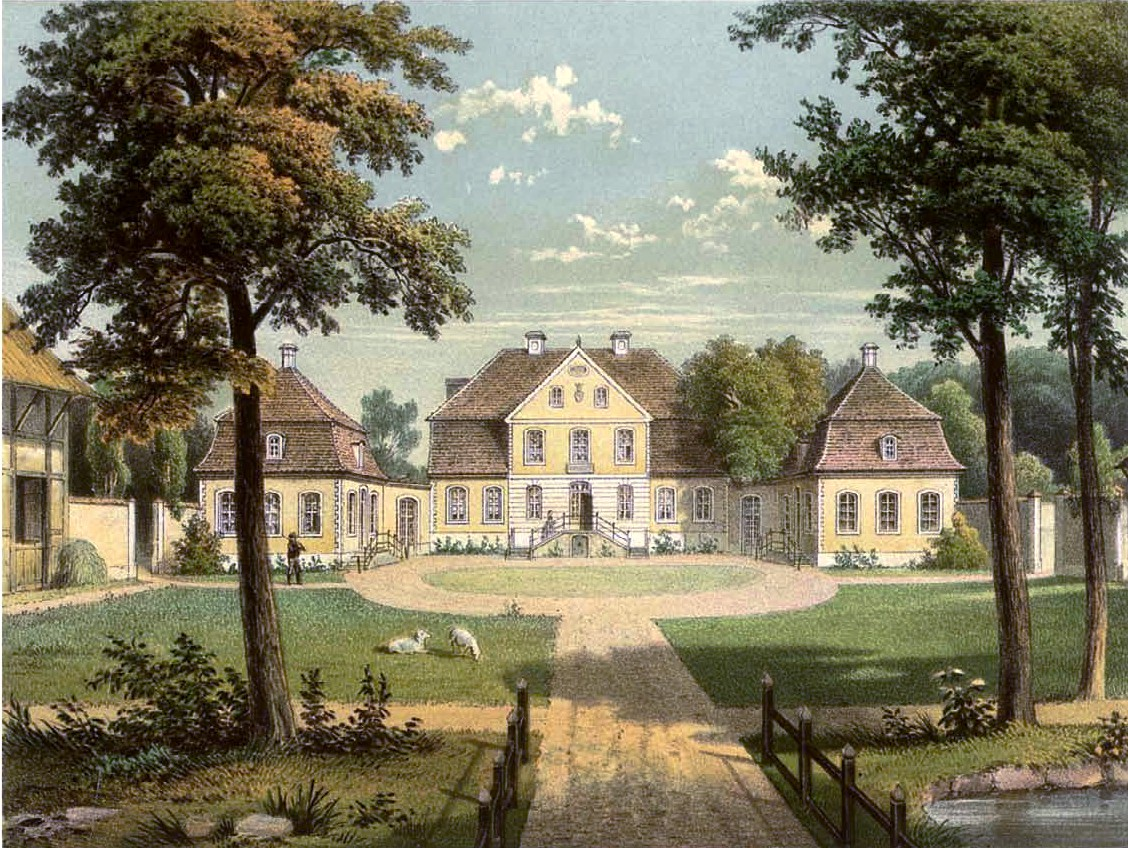